# Heliconius michaeli
Heliconius michaeli är en fjärilsart som beskrevs av Heinrich Neustetter 1931. Heliconius michaeli ingår i släktet Heliconius och familjen praktfjärilar. Inga underarter finns listade i Catalogue of Life.